# リュセット・デカーヴ
リュセット・デカーヴ（Lucette Descaves, 1906年4月1日(パリ) - 1993年4月15日）は、フランス出身のピアニスト。

## 経歴
フランスの作家ルシアン・デカーヴの弟ウジェーヌの娘としてパリで生まれ、名付け親はカミーユ・サン＝サーンスだった。パリ音楽院でマルグリット・ロンとイヴ・ナットに師事し、1923年にプルミエ・プリを受賞して卒業した。1932年にはセルゲイ・プロコフィエフの指導の下で彼のピアノ協奏曲第3番のパリ初演をこなして名を上げた。
1942年にはパリ音楽院の教授に就任している。アンドレ・ジョリヴェとも親交が深く、彼の作品のうち、《5つの儀礼的舞曲》とピアノ協奏曲の初演を担当していた。
ピアノ教師としても卓越しており、門下にパスカル・ロジェ、ブリジット・エンゲラーらがいる。

## 家族・親族
結婚は二度しており、最初の夫であるピアニストのジョルジュ・トリュクとは1941年に死別している。二人目の夫は指揮者のルイ・フレスティエであった。